# (21205) 1994 PV27
A (21205) 1994 PV27 a Naprendszer kisbolygóövében található aszteroida. Eric Walter Elst fedezte fel 1994. augusztus 12-én.